# Últimos días de la víctima
Últimos días de la víctima es una novela escrita por José Pablo Feinmann y publicada en 1979.

## Sinopsis
La historia sucede en el barrio de Belgrano, en la Ciudad de Buenos Aires, Argentina. Narra la historia de Mendizábal, un asesino a sueldo que es contratado para matar a un hombre llamado Külpe. Para lograr este objetivo lo acecha, trata de meterse en su vida, le toma fotografías, etc. Más adelante, mientras continúa su trabajo, se refugia en la costa de Sarandí, Avellaneda, al reparo de un amigo.
Como el marco histórico donde se desarrolla esta historia es la época de la Última dictadura militar en Argentina, el momento en el que sucede favorece a Mendizábal, ya que un asesinato más entre los miles cometidos por el gobierno militar seguramente pasará desapercibido, porque éste puede ser relacionado con hechos anteriores.

## Cine
La novela fue adaptada al cine en tres oportunidades:
- Últimos días de la víctima (1982), de Adolfo Aristarain.
- Matar es morir un poco o Two to tango (1988), de Héctor Olivera.
- Les Derniers jours de la victime (1995), de Bruno Gantillon.